# Heisteria cyathiformis
Heisteria cyathiformis é uma espécie de planta pertencente à família Olacaceae. É endêmica do Equador.